# Великий словник Деххода
Великий словник Деххода — тлумачний словник слів із літературних та історичних творів перською мовою. Це найбільша і найважливіша праця іранського мовознавця Алі-Акбара Дехходи, на яку він потратив понад 40 років, тобто більшу частину свого життя.
В ньому зібрана величезна кількість слів із перської літератури, подане їх точне значення, наведені приклади їх використанні в поезії, а також багато іншої інформації про ці слова. Проте відсутня значна частина наукових слів, які здебільшого увійшли в перську мову вже після завершення словника. Користувачі Інтернету широко використовують цей словник. Нині він складається з 26475 сторінок у три колонки.

## Вміст

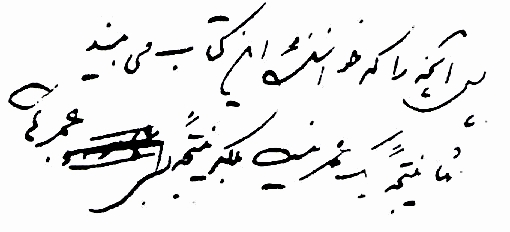
Написане рукою Дехходи: «Отже те, що бачить читач цієї книги, не є результат одного людського життя, а є результат багатьох життів».

Приблизно половину цього словника займає пояснення значення і тлумачення слів, а іншу половину — відомості з історичної та географічної науки. Він містить всі слова з рукописних та друкованих словників фарсі, і при їх перенесенні виправлено безліч помилок. Також наведено величезну кількість запозичень у перську мову із турецької, монгольської, хінді, арабської, французької, німецької, російської та інших поширених мов.